# 沉默之聲 (香港)

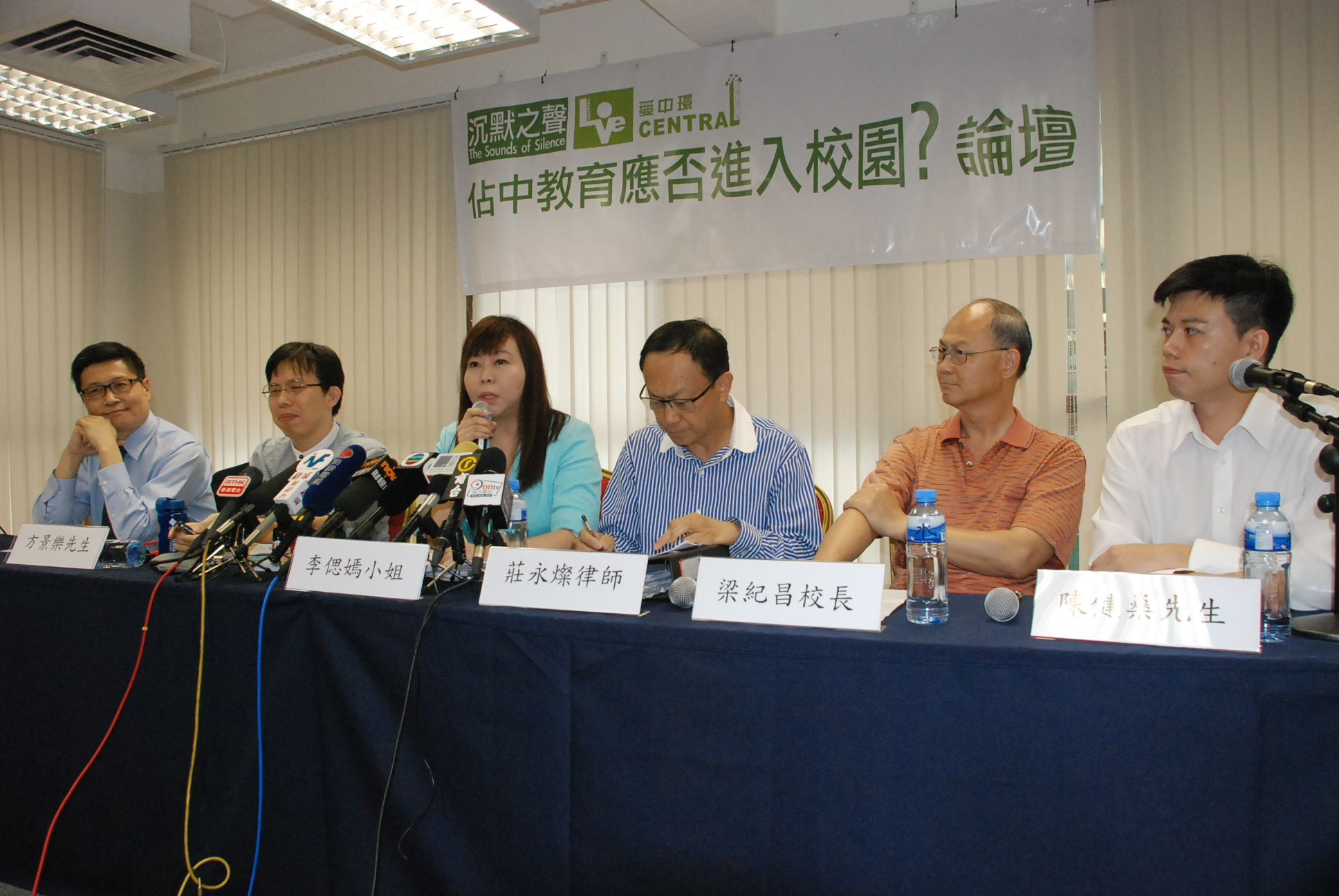
2013年7月4日，團體「沉默之聲」舉辦論壇，探討佔中議題應否進入校園

沉默之聲，是一個主要活躍在網上的香港親建制派組織，其微博表示自己為政府註冊社團。

## 主要人物
- 萬家強[1]
- 鍾慕蘭[1][2]
- 陳健燊[3]
- 呂元聰(港大歷史系前系主任)[2]

## 政治立場
沉默之聲為香港親建制派組織，並和香港行動、保衛香港聯盟、愛護香港力量等激進建制派團體不時合作。沉默之聲主張加強愛國教育，批評於2012年反國民教育的人士為「偽民主」，拒絕理性溝通，又比喻佔中猶如小孩子威脅母親。
另外，沉默之聲亦強烈支持梁振英政府，成員被指與愛港力的成員一樣。

## 爭議

### 香港大學副校長任命事件期間不見全名之聯署
於香港大學副校長任命事件期間，沉默之聲聯署反對委任陳文敏為校長，但當中只有5位港大校友有公開全名，被身兼港大校友關注組成員的民主黨立法會議員何俊仁批評，這是高層的指示，務求否決陳文敏的委任。公民黨主席余若薇於AM730撰文批評，包括沉默之聲在內的一些組織口中的「院校自主」，實質是主張由校委會定奪，其他所有人包括校友提意見都被評為「政治化」或「政治干預」，但校委會根本找不到陳文敏在資歷或能力方面有問題。

### 和多個團體聯合發起聲明攻擊法官被不點名警告
沉默之聲曾參與發表「暴力零容忍」聯合聲明攻擊法官，直指法官判案時偏袒泛民主派，曾被時任律政司司長袁國強不點名警告。

## 資料來源
沉默之聲的新浪微博
1. 1 2 3  .   [2020-05-23]. （原始内容存档于2013-09-17）.
2. 1 2 3  .   [2020-05-24]. （原始内容存档于2017-09-25）.
3. 1 2  .   [2020-05-24]. （原始内容存档于2012-12-27）.
4. ↑  .   [2020-05-23]. （原始内容存档于2020-07-04）.
5. ↑  余若薇. .   [2020-05-24].
6. ↑  余若薇. .   [2020-05-24]. （原始内容存档于2017-04-05）.
7. ↑  .   [2020-05-24].
8. ↑  .   [2020-05-24]. （原始内容存档于2020-11-01）.